# کاسکو شیپینگ انرژی
کاسکو شیپینگ انرژی (انگلیسی: COSCO Shipping Energy) شرکت کشتیرانی چینی است، که در سال ۱۹۹۴ تأسیس شد.